# Апрелевка
Апре́левка — город в России (с 1961) в Наро-Фоминском городском округе Московской области.
Население города — 38 483 чел. (2024).
Апрелевка находится на берегу реки Десны, в 28 км к юго-западу от МКАД и в 28 км к северо-востоку от города Наро-Фоминска.
В Апрелевке преобладает умеренно континентальный климат. Среднегодовая норма осадков — 644 мм. Самый холодный месяц январь, средняя температура составляет -9,3 ° C. Самый тёплый месяц июль, средняя температура составляет +19,3 ° C.
Железнодорожная станция на линии Москва — Калуга Московской железной дороги.

## История
27 сентября 1899 года была открыта станция Апрелевка Московско-Киевско-Воронежской железной дороги. Название станции дала одноимённая усадьба, принадлежавшая писателю Николаю Николаевичу Златовратскому (1845—1911). Усадьба в свою очередь была названа по имени речки Апрелевки. Речка значилась на карте с 1850 года и в прошлом называлась «Опреловка», «Апреловка», название связано со словом «прелый».
В 1899 году помещик О. С. Дубович основывает кирпичный завод. В 1910 году немецкие промышленники Готлиб (Богдан) Молль, Альберт Фогт и Август Киберт строят фабрику по изготовлению граммофонных пластинок «Метрополь-Рекорд». В 1918 году фабрику национализировали и переименовали в Апрелевский завод грампластинок «Памяти 1905 года».
В 1935 году Апрелевке присвоен статус рабочего посёлка. Во время битвы за Москву в декабре 1941 года в Апрелевке находился полевой штаб фронта, державшего упорную оборону от немцев. В 1961 году Апрелевка стала городом районного подчинения.
В 2004 году в состав города были включены деревня Мамыри и посёлок Фрунзевец.
В 2005 году в связи с реформой местного самоуправления город Апрелевка стал центром муниципального образования «Городское поселение Апрелевка».

## Население
| 1926    | 1939    | 1959    | 1967    | 1970    | 1979    | 1989    |
| ------- | ------- | ------- | ------- | ------- | ------- | ------- |
| 400     | ↗5742   | ↗14 936 | ↗17 000 | ↗17 981 | ↗21 002 | ↗21 178 |
| 1992    | 1996    | 1998    | 2002    | 2003    | 2005    | 2006    |
| ↘21 000 | ↘20 200 | ↘19 900 | ↘18 357 | ↗18 400 | →18 400 | ↗19 628 |
| 2007    | 2009    | 2010    | 2011    | 2012    | 2013    | 2014    |
| ↘18 400 | ↗18 497 | ↘18 349 | ↘18 300 | ↗20 014 | ↗21 289 | ↗22 917 |
| 2015    | 2016    | 2017    | 2018    | 2019    | 2020    | 2021    |
| ↗24 004 | ↗25 205 | ↗26 610 | ↗27 860 | ↗29 147 | ↗30 669 | ↗35 514 |
| 2023    | 2024    |         |         |         |         |         |
| ↗37 137 | ↗38 483 |         |         |         |         |         |

На 1 января 2025 года по численности населения город находился на 382-м месте из 1124 городов Российской Федерации.

## Экономика
Основным производством города являлся Апрелевский завод грампластинок, но в настоящее время пластинки не выпускаются. На территории завода сейчас располагается более 30 предприятий малого и среднего бизнеса.
Всего в городе находится более 70 промышленных предприятий. Старейшее предприятие — Апрелевский завод теплоизделий (с 1899 года до 1939 года назывался Апрелевский кирпичный завод) — выпускает теплоизоляционные материалы с температурой применения от −200 °C до +1200 °C; единственное в России предприятие, производящее известково-кремнезёмистые плиты. НПО «Прибор» разрабатывает и производит современные средства измерения и контроля. Современное крупное полиграфическое предприятие «Формс Технолоджи» печатает бланочную полиграфическую продукцию. Спортивно-экипировочное предприятие «Луч» — лидер по производству хоккейной формы, единственный российский производитель, имеющий право выпуска формы для сборной России по хоккею, официальный поставщик хоккейных команд «Динамо», «ЦСКА», «Спартак» и ещё 1500 организаций по различным видам спорта. Предприятие «Пингонс» производит чулочно-носочную продукцию. Апрелевский завод рентгенотехники — «АЗРТ» занимается производством рентгенодиагностических комплексов.
В городе расположен Центральный научно-исследовательский, экспериментальный и проектный институт по сельскому строительству (ЦНИИЭПсельстрой), ещё несколько научно-исследовательских институтов.

## Транспорт

### Железная дорога

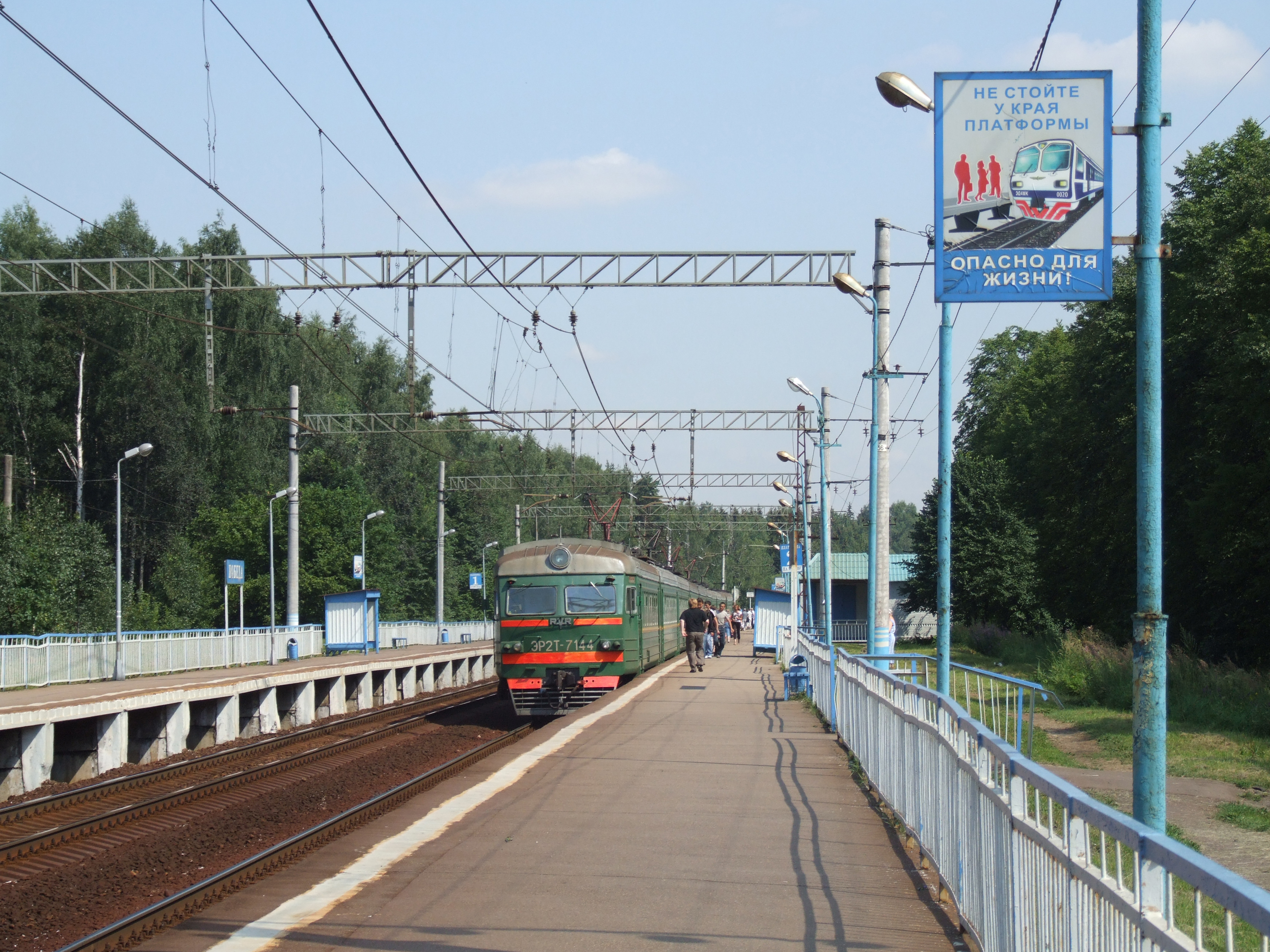
На платформе Победа

На территории города три остановочных пункта электропоездов Киевского направления Московской железной дороги: платформа Победа, станция Апрелевка и платформа Дачная. Станция Апрелевка с сентября 2023 года является конечной станицей четвёртого диаметра МЦД-4, соединяющего Апрелевку со станцией «Железнодорожная» горьковского направления. Также в городе расположено моторвагонное депо Апрелевка (ТЧ-20 МСК ЖД). К депо Апрелевка приписаны и обслуживаются электропоезда серий ЭД4М, ЭП2Д, ЭП2ДМ. Электропоезда приписки депо Апрелевка обслуживают плечи «Москва-Киевская — Калуга I / Калуга II», «Москва-Киевская — Аэропорт Внуково», «Детково — Поварово II», а также маршруты четвёртого диаметра МЦД-4 «Апрелевка — Железнодорожная (Горьковское направление)». Железнодорожная станция соединяет город с Москвой, Наро-Фоминском, Балабаново, Обнинском, Малоярославцем, Балашихой, Реутовом, Электросталью, Ногинском, Электрогорском, Орехово-Зуево, Владимиром.

### Автобусы
Действуют маршруты: один пригородный (№ 55 — в Селятино) и шесть междугородних (№ 309 и 490 Мострансавто, оба из Москвы: 309 от станции метро «Саларьево», 490 также от «Саларьево»). Первый следует далее до Наро-Фоминска, № 1031 в Троицк (Ватутинки), № 1001 и № 1002 Мосгортранс, первый от Троицка, второй от метро «Саларьево», оба далее до рп Киевский, а также маршрут № 569 Мострансавто от «Саларьево» до Тарасково (г. п. Калининец) через Селятино).

### Автомобили
Основная магистраль для автотранспорта, проходящая по южной части города — Киевское шоссе (М3).
Крупные улицы, пересекающие его:
- Апрелевская улица (к северу от переезда через железнодорожные пути продолжается как улица Самохина),
- Большая Лесная улица,
- улица Кутузова,
- улица Горького;

параллельные шоссе: Февральская улица, переходящая в улицу Карла Маркса,
- Школьная улица,
- Железнодорожная улица.

## Достопримечательности

### УсадьбаДемидовых
В окрестностях Апрелевки — бывшая усадьба Демидовых Петровское (Княжищево) — архитектурный памятник второй половины XVIII века.

### Апрелевский завод грампластинок

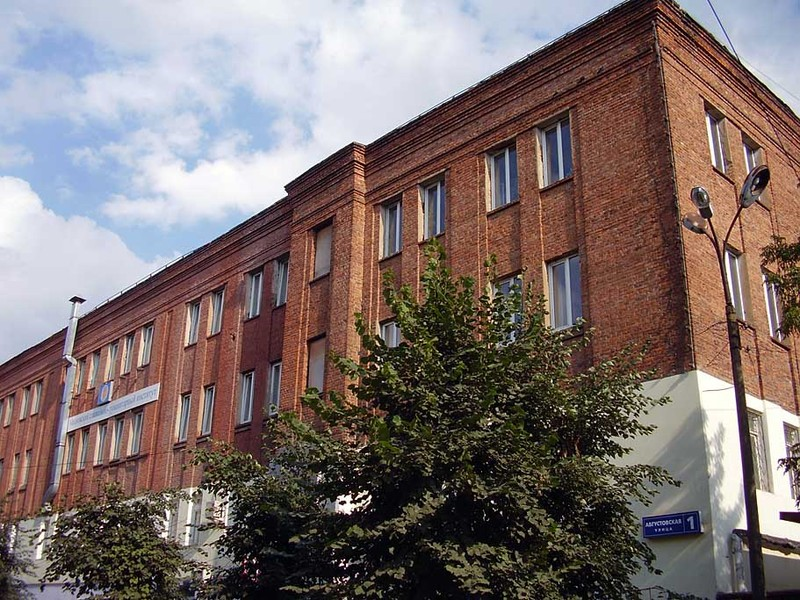
Апрелевский завод грампластинок

Апрелевский завод грампластинок находится в Московской области, г. Апрелевка. Завод основал в 1910 году русский промышленник немецкого происхождения Готлиб Генрих Карл Молль. Его построили с помощью немецких специалистов Августа Кибарта и Альберта Фогта (финансиста и специалиста по звукозаписи). В первый год было выпущено 400 тыс. граммофонных дисков под маркой Metropol-Record. В 1921 В. И. Ленин посетил завод.
На сегодняшний день Апрелевский завод не производит виниловые пластинки.

### Церковь Илии Пророка (2002 г.)

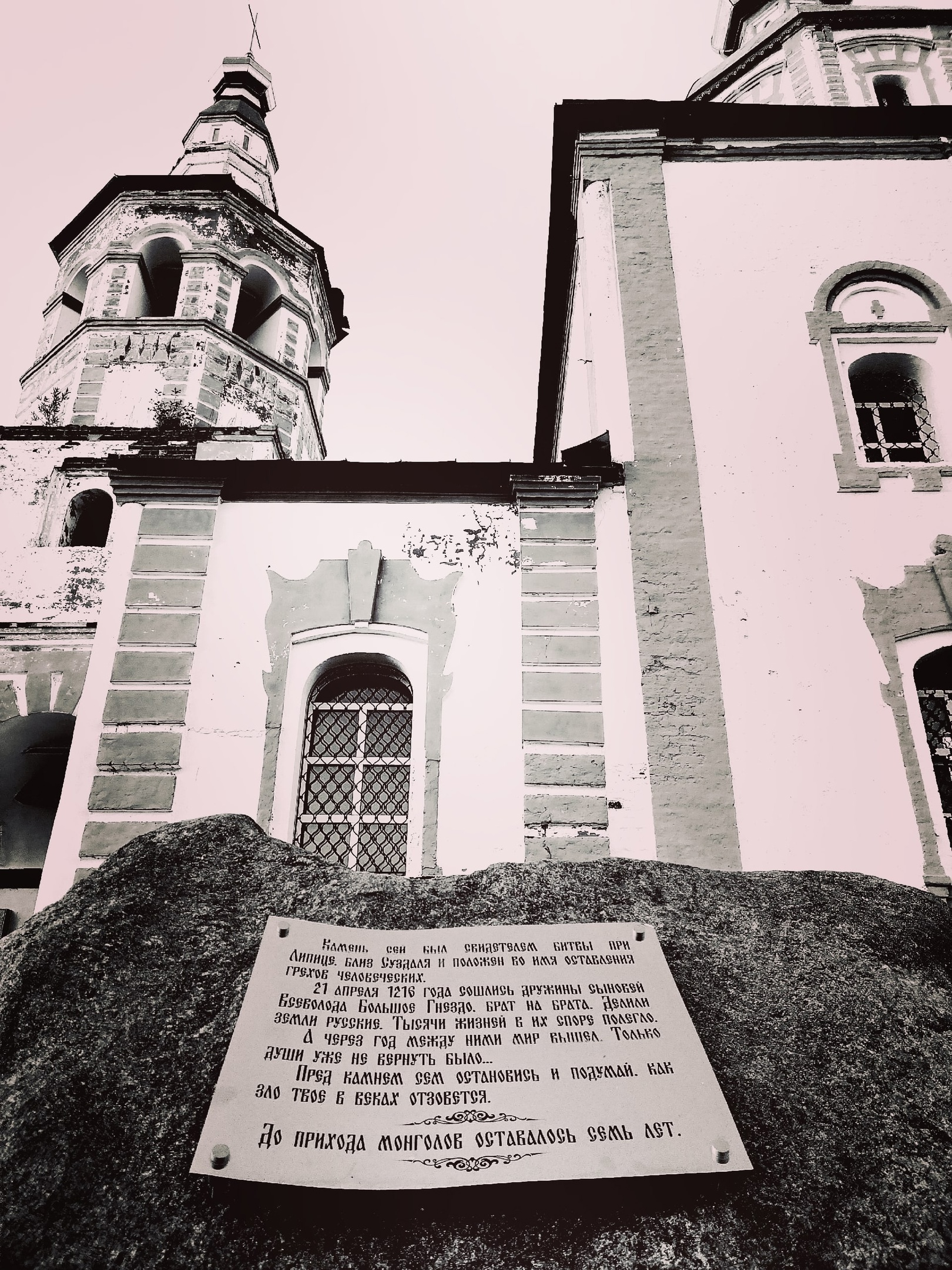
Церковь Илии Пророка в Апрелевке

Большой новый однокупольный кирпичный храм в духе построек XII—XV вв. с высокой колокольней. Приделы Казанский и Царственных Страстотерпцев. В подвальном этаже купель. Работает воскресная школа.

### Дворец спорта «Мелодия»

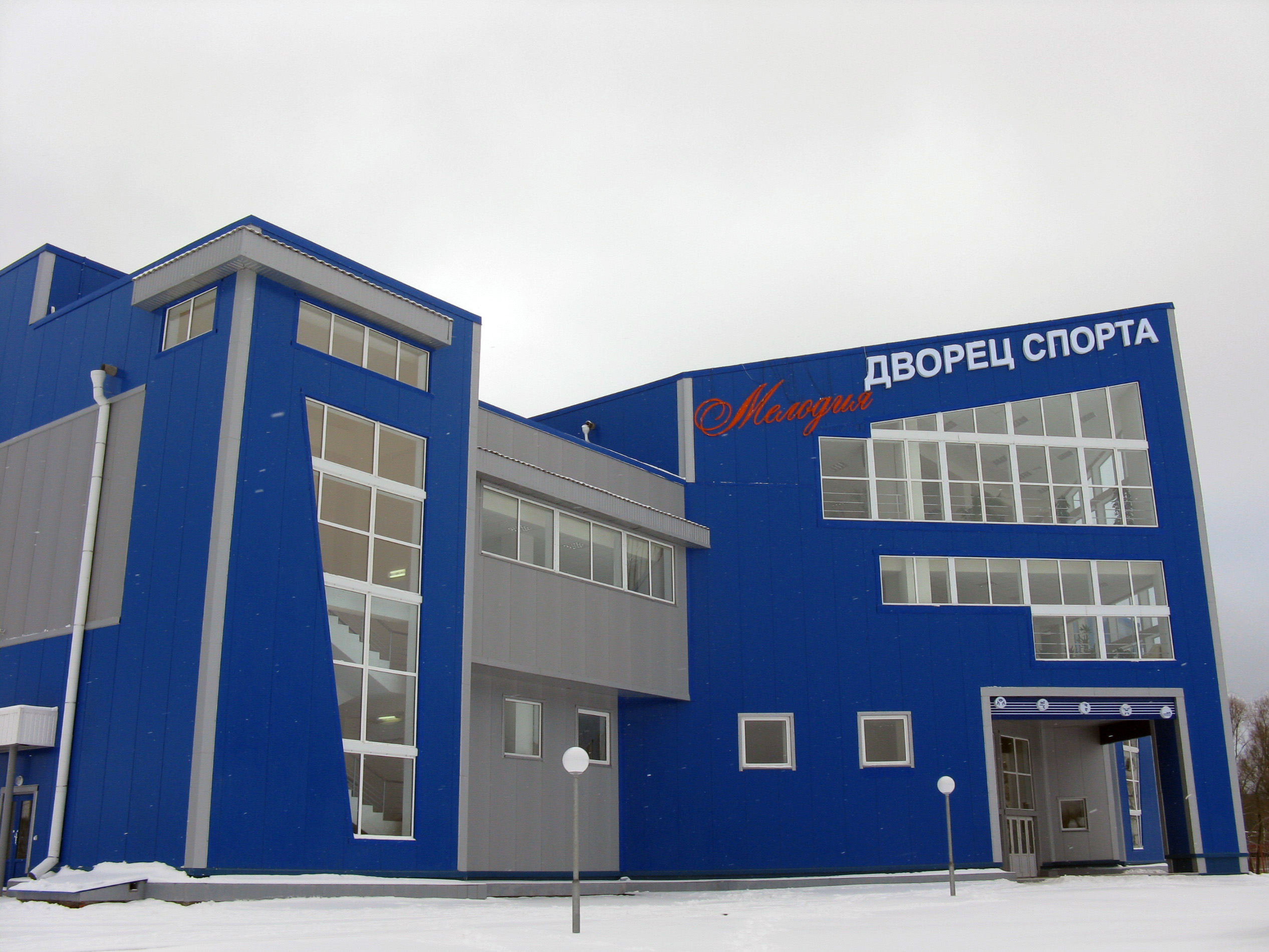
Дворец спорта «Мелодия»

Торжественная церемония открытия дворца спорта состоялась 15 января 2008 года. Дворец расположен рядом со стадионом на улице Августовская. Символично, что строительство было начато именно в августе 2006 года. На праздник по случаю открытия дворца прибыли губернатор Московской области Борис Громов, Его Высокопреосвященство митрополит Крутицкий и Коломенский Ювеналий (Поярков), первый зампред правительства региона Александр Горностаев, председатель Мособлспорткомитета Сергей Перников, глава Наро-Фоминского района Александр Баранов.
Общая площадь сооружения составила свыше 8 тысяч квадратных метров. Средства в объёме порядка 350 миллионов рублей выделил бюджет Московской области. В основном игровом зале с трибунами, рассчитанными на 1000 зрительских мест, можно проводить соревнования по различным видам спорта, а также различные праздничные представления и концерты. На первом этаже дворца расположен бассейн с пятью 25-метровыми дорожками и детским отсеком. На втором — три малых спортзала: для занятий единоборствами, аэробикой и тренажёрный зал. В новом комплексе работает детско-юношеская спортивная школа, где ребята занимаются гимнастикой, борьбой, плаванием. В перспективе откроются секции и кружки и по другим видам спорта. 11 октября 2008 года во Дворце Спорта «Мелодия» открылась секция детского баскетбола БК «ФОК „Мелодия“».

### Памятный знак на месте находки самолёта защитника Москвы летчика Пойденко
На 47-м километре Киевского шоссе неподалёку от города в 1976 году на месте гибели лётчика Василия Пойденко и находки в 1967 году его самолёта и тела был установлен памятный знак, который был заменён в 2009 году. Именем Пойденко в Апрелевке назвали одну из улиц и открыли экспозицию в местной школе.

### Музей «Метро на даче»
В окрестностях города (деревня Санники) располагается первый и единственный в России частный музей метро. Сайт музея

## Известные горожане
В Апрелевке родились:

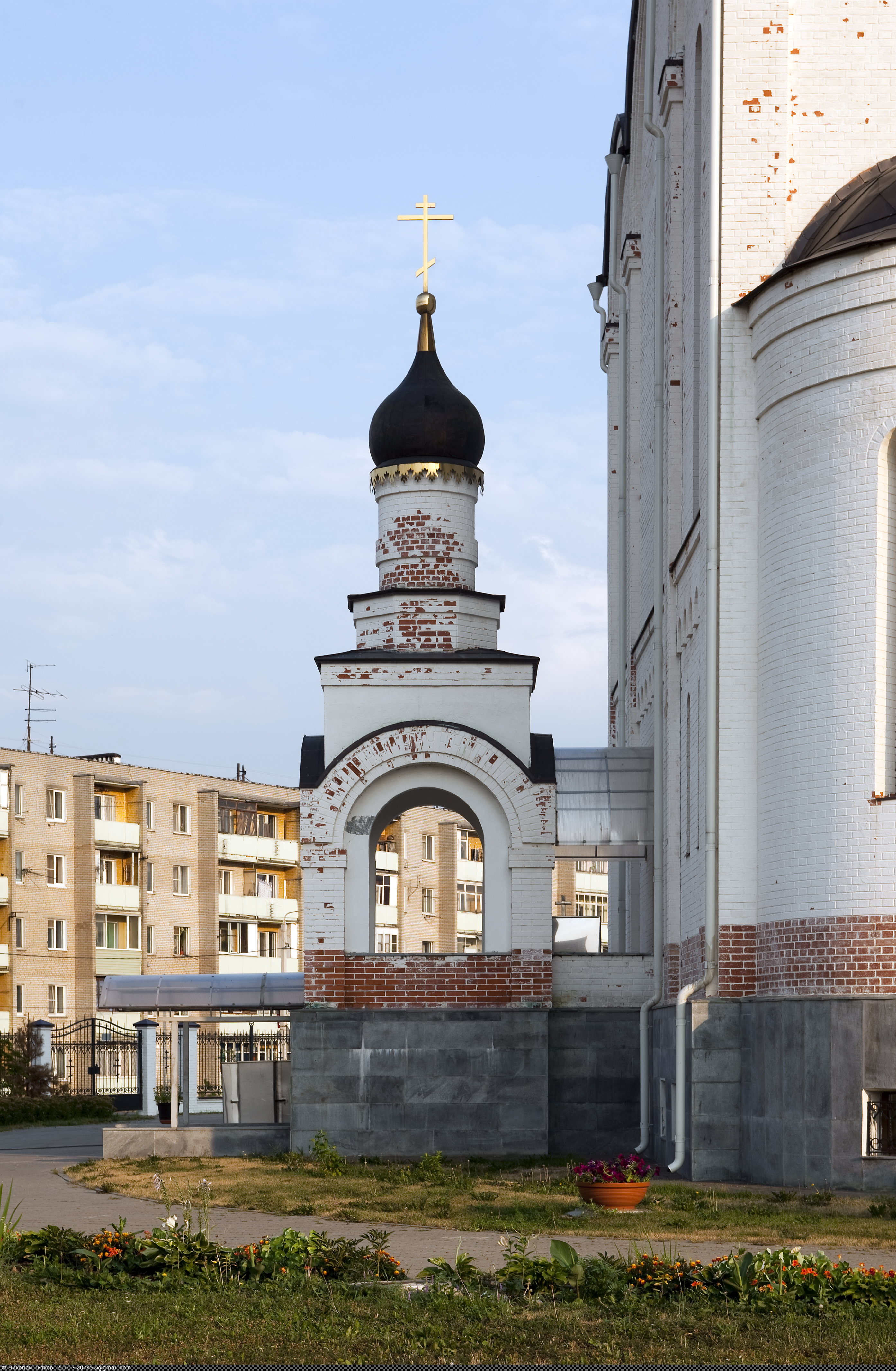
Церковь и жилой дом в Апрелевке

- А. А. Галкин — солист Большого Театра, народный артист России;
- Е. Г. Максимов — российский учёный-физик;
- А. Н. Марчук — доктор технических наук, главный научный сотрудник Института физики Земли им. О. Ю. Шмидта, профессор МГСУ;
- С. В. Чалов — доктор физико-математических наук, заведующий лабораторией физической газовой динамики Института проблем механики;
- П. Я. Самохин — участник Великой Отечественной войны, военный лётчик, лейтенант.

### Видео
1. Выпуск программы «Достояние республики» на телеканале «Россия К» («Культура»). К 100-летию со дня выпуска первой грампластинки в Апрелевке.
2. 09.12.2009 г., в 10:00, в Апрелевке состоялось торжественное открытие нового здания городской поликлиники. На видео — фрагменты выступления Баранова А. Н. и Ковалёвой И. Е. и короткая экскурсия внутри здания.
3. Фильм Наро-Фоминского телеканала «Апрелевка, вперёд!». 2014 г.